# نوربرت ميرفي
نوربرت ميرفي هو نبال كندي، ولد في 29 يناير 1956 في فودرويدوريون في كندا.